# عثمان داي
عثمان داي ولد حوالي سنة 1550 وتوفي في سبتمبر 1610، هو ثالث دايات تونس.

## حياته ووصوله للحكم في تونس
ولد عثمان داي سنة 1550 في الأناضول، عمل كصانع أحذية قبل أن ينضم للجيش العثماني. انتقل لتونس مع الفرقة العسكرية التي يقودها سنان باشا سنة 1574 خلال الحملة العثمانية لإفتكاك تونس من الإسبان.
في سنة 1593 إنتخبه الديوان الحاكم في تونس (الذّي كان يضم ضباط الجيش الإنكشاري في تونس) كداي لتونس، وبالتالي أصبح القائد العسكري في تونس، لكنه لم يرضى بهذا فقام سنة 1598 بحصر دور الباشا في أدوار صوريّة ما جعله الحاكم الفعلي في تونس.

## فترة حكمه
مع وصول عثمان داي للحكم دخلت تونس في عهد جديد، خاصة مع إحلال السلام على تراب الإيالة التونسية وسيطرة الدولة عليها. كما قام ببناء أسطول تونسي قوي وسلسلة من الأبراج مخصصة لمراقبة السواحل التونسية. وفي عهده (سنة 1609) إستقبلت تونس جزء كبير من اللاجئين المورسكيين الذّين فروا من إسبانيا بعد طردهم منها، فوصل قرابة 000 80 منهم إلى تونس وأستقر معظهم في مدن تستور، مجاز الباب، زغوان، طبربة، سليمان، قرمبالية وتركي. ومع قدومهم جلبوا معهم نمط حياة جديد وتقنيات زراعية وصناعية جديدة (على سبيل ذكر صناعة الشاشية) وهو ما ساهم في ازدهار البلاد.

## شيخوخته ووفاته
مع شيخوخته أصبح عثمان داي يخشى مغادرة الحاضرة، لذلك قرر إنشاء خطة باي لقيادة الجيش خلال حملات جمع الضرائب في المناطق الداخلية التونسية، وقد أسند المنصب لانكشاري جورجي إسمه رمضان.
قبل وفاته بأيام قام بإقناع الديوان بانتخاب زوج إبنته، يوسف داي، كداي جديد لتونس. توفي عثمان داي سنة 1610 ودفن في تربة تحمل اسم حفيدته عزيزة عثمانة.

## دار عثمان
على عكس بقية الدايات، فإنّ عثمان داي هو الوحيد الذّي سكن في مدينة تونس العتيقة، وهنالك قام سنة 1595 ببناء قصر يقيم فيه عرف فيما بعد باسم دار عثمان، ويعد القصر أحد أهم معالم المدينة العتيقة وهو اليوم تحت غطاء بلدية تونس.

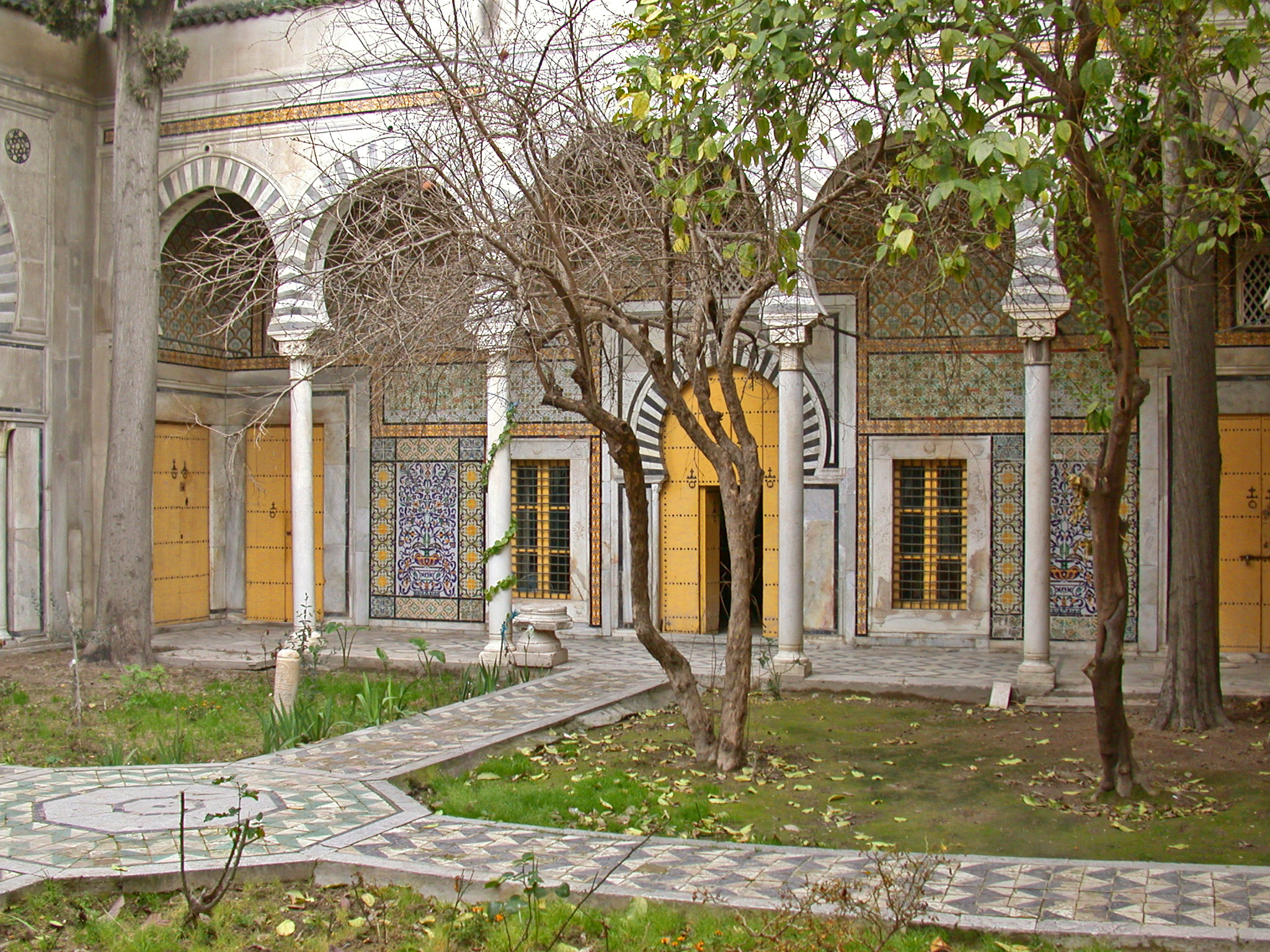
بلاط و فناء دار عثمان
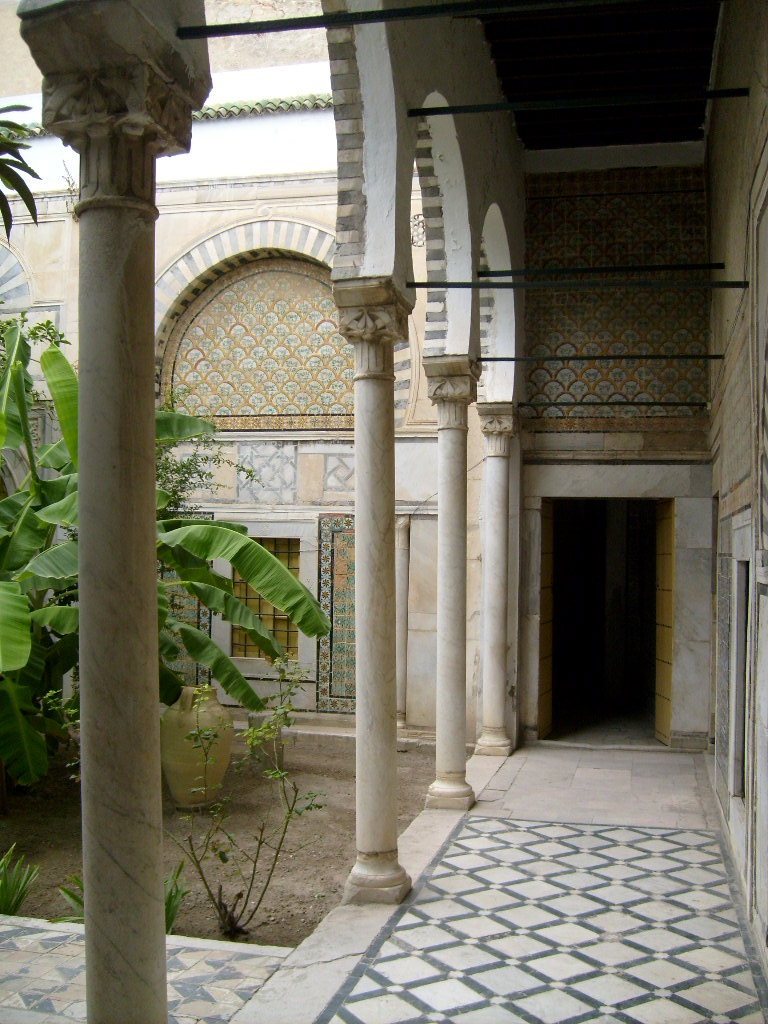
أعمدة من الرخام الأبيض في فناء الدار و هي على الطريقة الأندلسية.
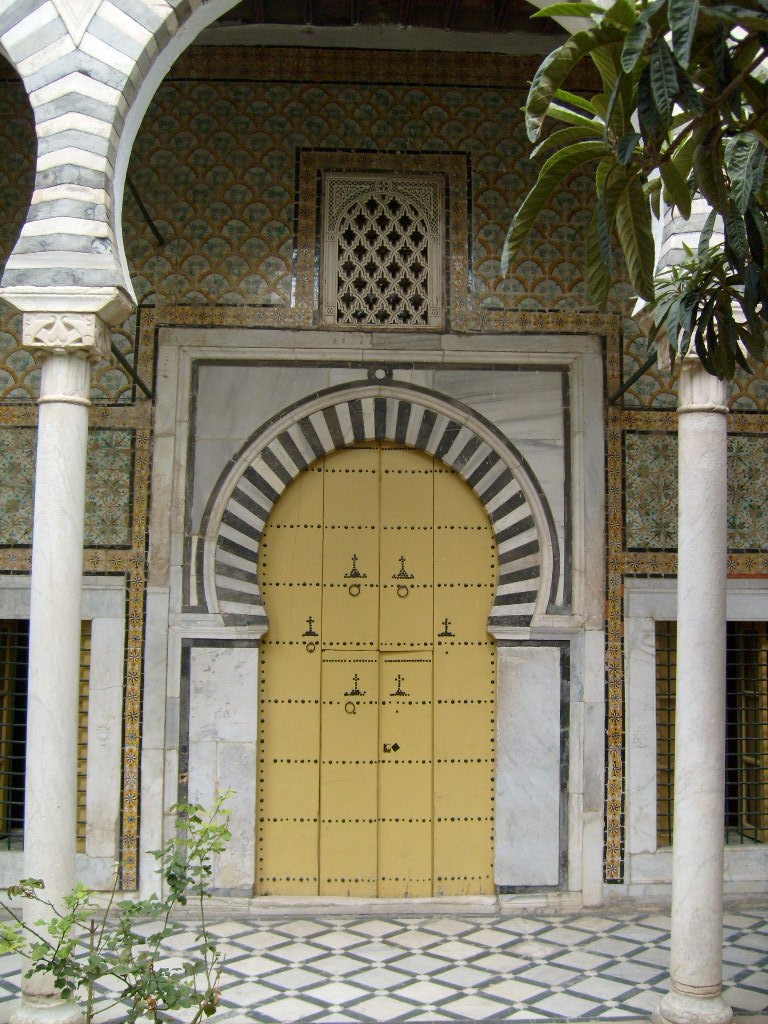
واحد من الأبواب المزين بالأقواس و الزخرفة الأندلسية بالأبيض و الأسود.
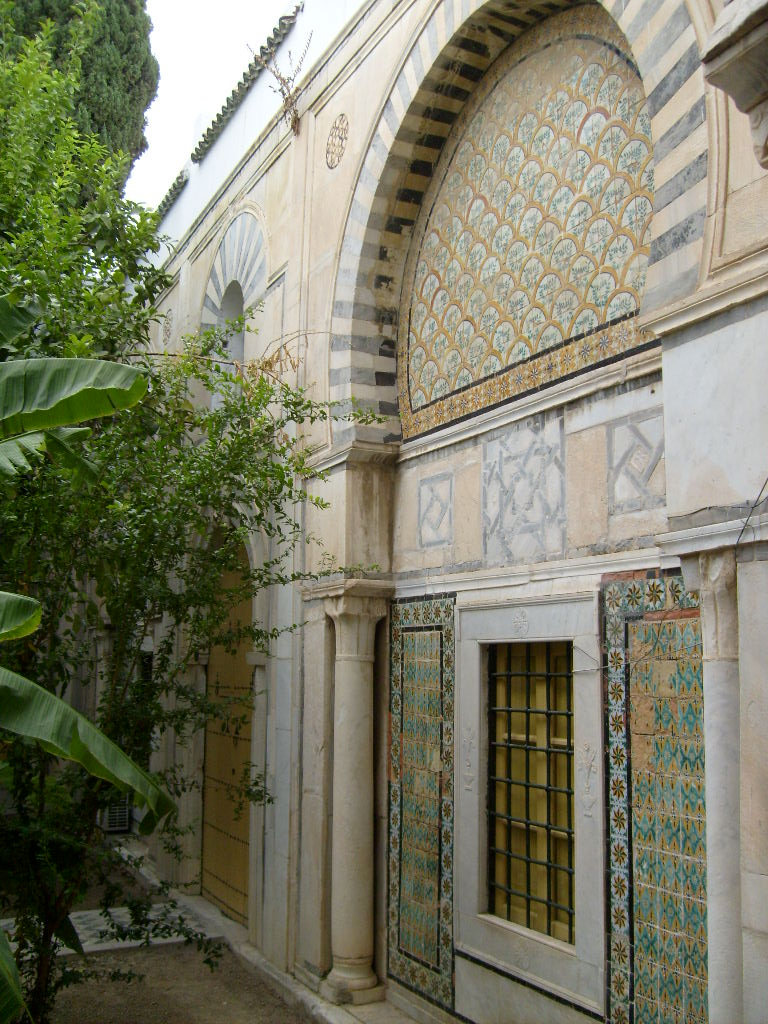
تفاصيل جدران دار عثمان.
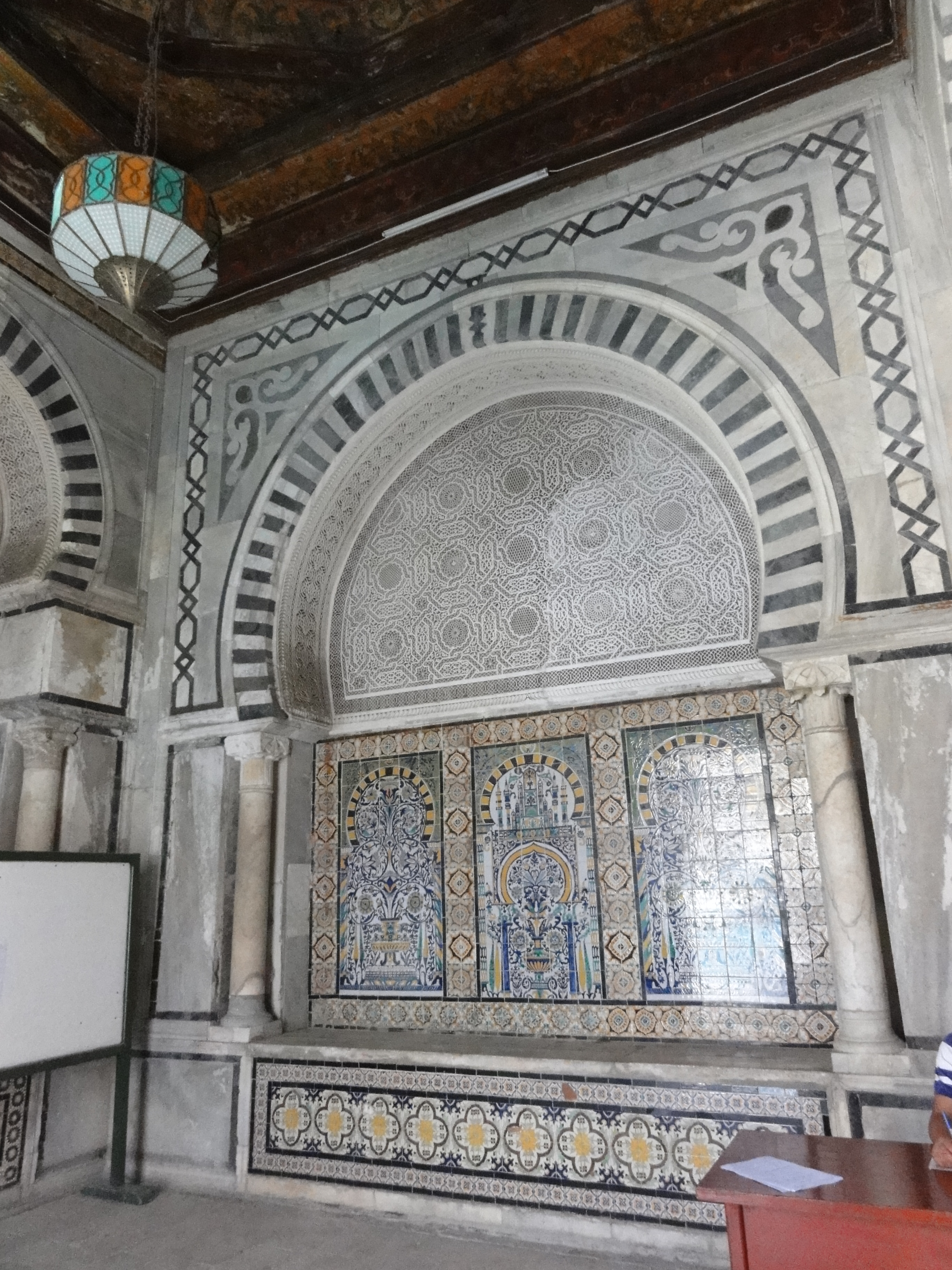
مثال على منطقة داخلية من دار عثمان التي تجمع بين المنحوتات و الجص و الرخام و السيراميك.

## مقالات ذات صلة
- دايات تونس